# فهرست شهرستان‌های آریزونا
فهرست شهرستان‌های آریزونا
| نام شهرستان | مرکز      | مساحت     | جمعیت     | بنیانگذاری | نقشه |
| ----------- | --------- | --------- | --------- | ---------- | ---- |
| آپاچی       | سینت جانز | ۲۹٬۰۵۵٬۶  | ۷۱٬۵۱۸    | ۱۸۷۹       |      |
| پاینال      | فلورنس    | ۱۳٬۹۱۹٫۸  | ۳۸۷٬۳۶۵   | ۱۸۷۵       |      |
| پیما        | توسان     | ۲۳٬۷۹۹    | ۸۴۳٬۷۴۶   | ۱۸۶۴       |      |
| یوما        | یوما      | ۱۴٬۲۹۴٫۰  | ۱۹۵٬۷۵۱   | ۱۸۶۴       |      |
| جیلا        | گلوب      | ۱۲٬۴۲۰٫۹  | ۵۳٬۵۹۷    | ۱۸۸۱       |      |
| سانتاکروز   | نوگالس    | ۳٬۲۰۶٫۷   | ۴۷٬۴۲۰    | ۱۸۹۹       |      |
| کاکانینو    | فلگستف    | ۴۸٬۳۳۲٫۳  | ۱۳۴٬۴۲۱   | ۱۸۹۱       |      |
| کوچیز       | بیسبی     | ۱۶٬۱۰۶٫۵  | ۱۳۱٬۳۴۶   | ۱۸۸۱       |      |
| گرهم        | سفورد     | ۱۲٬۰۲۰٫۵  | ۳۷٬۲۲۰    | ۱۸۸۱       |      |
| گرینلی      | کلیفتن    | ۴٬۷۸۷٫۴   | ۸٬۴۳۷     | ۱۹۰۹       |      |
| لاپاز       | پارکر     | ۱۱٬۶۸۹٫۵  | ۲۰٬۴۸۹    | ۱۹۸۳       |      |
| مریکوپا     | فینیکس    | ۲۳٬۸۹۰٫۷  | ۳٬۸۱۷٬۱۱۷ | ۱۸۷۱       |      |
| موهاوی      | کینگمن    | ۱۳٬۴۶۹٫۷۱ | ۲۰۰٬۱۸۶   | ۱۸۶۴       |      |
| ناواهو      | هالبروک   | ۲۵٬۷۹۵٫۰  | ۱۰۷٬۴۴۹   | ۱۸۹۵       |      |
| یاواپای     | پرسکت     | ۲۱٬۰۵۰٫۹  | ۲۱۱٬۰۷۳   | ۱۸۶۴       |      |